# Playa de Ses Salines
La playa de Ses Salines es una playa que está situada en la isla de Ibiza, en la comunidad autónoma de las Islas Baleares, España. 
Es un gran arenal de más de cuatro kilómetros de longitud. Es una playa protegida como Área Natural de Especial Interés.